# Unione montana Alto Astico
L'unione montana Alto Astico è un'unione montana veneta della Provincia di Vicenza.
Comprende otto dei nove comuni che facevano parte della ex comunità montana Alto Astico e Posina:
- Arsiero (sede dell'unione montana)
- Cogollo del Cengio
- Lastebasse
- Laghi
- Pedemonte
- Tonezza del Cimone
- Valdastico
- Velo d'Astico

Non vi ha aderito il comune di Posina (di qui il cambio di denominazione), che ha invece optato per l'unione montana Pasubio Alto Vicentino.